# Gązwa
Gązwa este o arie protejată (sit de importanță comunitară — SCI) din Polonia întinsă pe o suprafață de 514,75 ha, integral pe uscat.

## Localizare
Centrul sitului Gązwa este situat la coordonatele 53°53′01″N 21°13′52″E / 53.8836°N 21.2311°E.

## Înființare
Situl Gązwa a fost declarat sit de importanță comunitară în septembrie 2006 pentru a proteja 2 specii de animale.

## Biodiversitate
Situată în ecoregiunea continentală, aria protejată conține 4 habitate naturale: Turbării active, Mlaștini oligotrofe degradate, capabile încă de regenerare naturală, Păduri de stejar și carpen Galio-Carpinetum, Mlaștini împădurite.
La baza desemnării sitului se află mai multe specii protejate:
- amfibieni (1): buhai de baltă cu burta roșie (Bombina bombina)
- mamifere (1): castor (Castor fiber)